# IC 1162

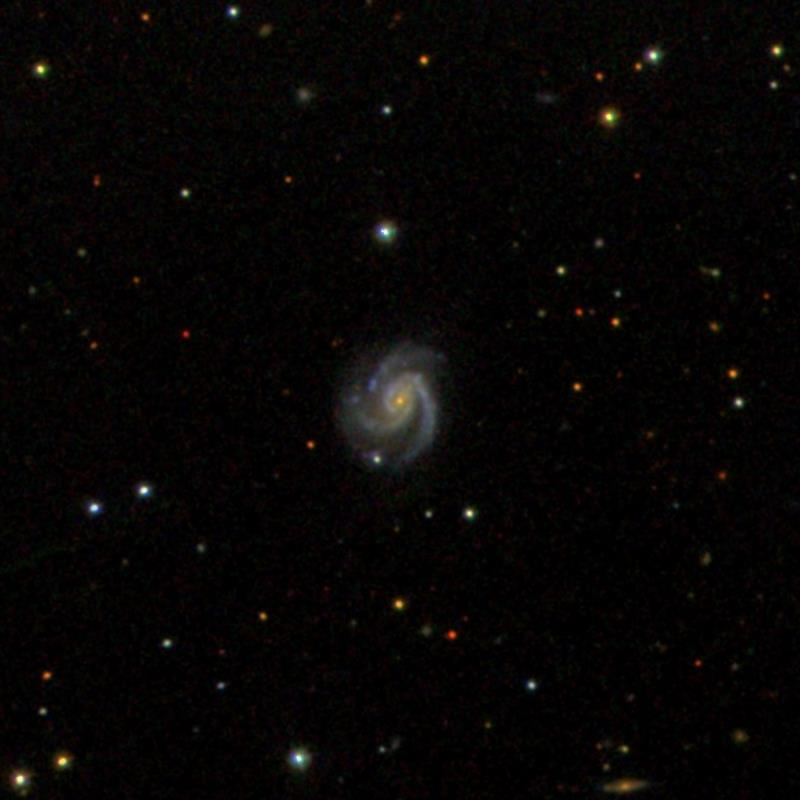
IC 1162

IC 1162 — галактика типу SBbc (компактна витягнута галактика) у сузір'ї Геркулес.
Цей об'єкт міститься в оригінальній редакції індексного каталогу.